# De generaal (hoorspel)
De generaal is een hoorspel van Hans Keuls. De AVRO zond het uit op donderdag 5 februari 1976, van 20:45 uur tot 23:00 uur. De regisseur was Dick van Putten.

## Rolbezetting
- Dolf de Vries (generaal Spoor)
- Fé Sciarone (mevrouw Spoor)
- Hans Veerman (Van der Molen)
- Petra Dumas (juffrouw Witse)
- Nora Boerman (Marie)
- Huib Broos (kapitein Jonker)
- Elsje Scherjon (mevrouw Van Gils)
- Wim de Meyer, Hans Karsenbarg en Hans Fuchs (de soldaten Jan, Jaap en Toon)
- Guus Hoes (korporaal Witse)
- Joop van der Donk (korporaal De Vries)
- Wim Hoddes (generaal Van Velsen)
- Edmond Classen (generaal Van Vleuten)
- Franck van Erven (een sergeant van de MP)
- Bernard Droog (dokter Ferwerda)
- Indra Kamadjojo (mr. Sewardjo)
- Gerard Heystee (de heer Bongers)
- Guus Thole (een nieuwslezer)

## Inhoud
Een documentair hoorspel over generaal Simon Spoor (1902-1949) en de politionele acties in het voormalig Nederlands-Indië, twee acties die in 1947 en 1948 tegen de Indonesische republiek werden ondernomen. Met gebruikmaking van authentieke documenten heeft de auteur een veelkleurig spel in elkaar gezet, waarin allerlei figuren (die voor het merendeel niet historisch zijn) de voor Nederland beroerde dagen aan den lijve ondervinden. Generaal Spoor is de hoofdfiguur. Hij is een rechtschapen militair die opkomt voor zijn jongens. De idealen van Nederland als grote en flinke mogendheid zitten hem in het bloed. Maar het conflict met Indië zien we in dit spel niet alleen door zijn bril. We horen de soldaten kankeren in het veld en zitten op een redactie van een Nederlandse krant en zijn getuige van verschillende reacties in binnen- en buitenland. Eén kant horen we in dit spel nauwelijks: die van de republikeinsgezinde Indonesiërs zelf…